# 마일즈 케네디
마일즈 리처드 케네디(Myles Richard Kennedy, 1969년 11월 27일 ~ )는 락 밴드 Alter Bridge의 리드 보컬이자 리듬 기타리스트로 잘 알려진 미국의 음악가이자 작곡가이다.
과거 워싱턴 스포캔에서의 기타 교사를 했었고, The Mayfield Four를 포함한 여러 다른 밴드에서 기타를 연주했었다. 또한 그는 수년간 많은 음악가들과 작업을 했었는데, 특히 Led Zeppelin의 세션음악가와 작곡가로써 스튜디오 및 라이브에 출연했다. 4옥타브의 음성을 낼 수 있으며, 가장 긴 기록은 22초이다.(Mayfield Four 2집 Summergirl에서의 기록, Alter Bridge 2집 Blackbird 31초이다)
또한 케네디는 자신의 고향인 스포캔에서 기타 레슨을 하기도 했고 상당히 알아주는 솜씨였다고 한다. 그리고 상당히 많은 록 밴드의 음악을 녹음 하기도 했다고 한다. 엄청난 파워와 클린한 보이스로 많은 사람들의 사랑을 받았다.